# Cancers
Cancers è una rivista medica peer-reviewed e open access pubblicata da MDPI che copre tutti i campi dell'oncologia. Il caporedattore è Samuel C. Mok dell'University of Texas M. D. Anderson Cancer Center. Tra le società affiliate figurano la Irish Association for Cancer Research (IACR), la Spanish Association for Cancer Research (ASEICA), la Biomedical Research Centre (CIBM), la British Neuro-Oncology Society (BNOS) e la Spanish Group for Cancer Immuno-Biotherapy (GÉTICA).

## Storia
Fondata nel 2009, inizialmente la rivista era pubblicata con periodicità trimestrale per poi diventare mensile nel 2016 e subire un'ulteriore modifica ed essere distribuita a cadenza semestrale a partire dal 2021. Nel 2020 ha pubblicato il numero 5 000 e nel 2021 il numero 10 000.
A differenza di altre riviste del settore, che pubblicano ricerche scientifiche sperimentali o teoriche che hanno ottenuto un risultato positivo, la rivista pubblica anche ricerche scientifiche di grande importanza anche se i loro risultati sono negativi. In questo modo, aiuta i ricercatori a non ripetere la stessa ricerca ottenendo il medesimo risultato.

## Sezioni
La rivista è suddivisa in diciannove sezioni:
- biologia molecolare del cancro
- immunologia e immunoterapia del cancro
- biomarcatori tumorali
- epidemiologia e prevenzione del cancro
- fisiopatologia del cancro
- microambiente tumorale
- cause, screening e diagnosi del cancro
- sopravvivenza al cancro e qualità della vita
- terapia del cancro
- ricerca clinica sul cancro
- revisione sistematica o meta-analisi nella ricerca sul cancro
- sviluppo di metodi e tecnologie
- informatica oncologica e big data
- oncologia pediatrica
- agenti infettivi e tumori
- sviluppo di farmaci antitumorali
- metastasi tumorali
- oncologia dei trapianti
- articoli generici sull'oncologia

## Pubblicazione e indicizzazione
Gli abstract e gli articoli della rivista sono pubblicati e indicizzati in:
- Animal Science Database
- BibCnrs
- Biological Abstracts
- BIOSIS Previews
- CAB Direct
- CAPlus / SciFinder
- CNKI
- CNPIEC
- Dimensions
- EBSCO
- EMBASE
- Gale
- J-Gate
- OpenAIRE
- OSTI
- ProQuest
- PubMed
- SCIE
- Scopus

Secondo il Journal Citation Reports, nel 2023 la rivista ha avuto un fattore di impatto pari a 4.5, classificandola come 78ª su 322 riviste nella categoria "Oncologia".